# پادشاهی گاوده
پادشاهی گاودَه (انگلیسی: Kingdom of Gauda) یکی از پادشاهی‌های تاریخی بنگال بود که مرکز آن در شهر باستانی گاوده، در نزدیکی مرز امروزی هند و بنگلادش، قرار داشت. این پادشاهی در سده‌های میانهٔ نخستین، به‌ویژه در سدهٔ هفتم میلادی، تحت فرمانروایی شاشانکا، نخستین پادشاه مستقل بنگال، به اوج خود رسید. شاشانکا که از دودمانی بومی برخاسته بود، نخستین تلاش موفق برای ایجاد یک دولت بنگالی واحد را سامان داد و با رقبای بزرگ‌تر در شمال هند، مانند پادشاهی هَرشا، درگیر شد. پس از مرگ او، منطقه دچار بی‌ثباتی و جنگ‌های داخلی شد، اما شهر گاوده همچنان اهمیت خود را حفظ کرد. بعدها این شهر به مرکز قدرت امپراتوری پالا تبدیل شد و نقشی کلیدی در تاریخ سیاسی، مذهبی و فرهنگی بنگال ایفا کرد. گاوده همچنین به‌عنوان یکی از پایگاه‌های مهم آموزش بودیسم شناخته می‌شود و در سده‌های بعد، زیر سلطهٔ سلطنت دهلی و دیگر فرمانروایان مسلمان نیز جایگاهی راهبردی داشت.